# Trassenheide
Trassenheide (pol. Wrzosowo), Ostseebad (pol. Kąpielisko nadbałtyckie) – gmina w Niemczech, w kraju związkowym Meklemburgia-Pomorze Przednie, w powiecie Vorpommern-Greifswald, wchodzi w skład Związku Gmin Usedom-Nord.  